# Germaine Bongard
Germaine Bongard (née Jeanne Louise Germaine Poiret à Paris 1er le 3 février 1885 et morte à Suresnes le 23 janvier 1971) est une artiste peintre et couturière française. 

## Biographie
Germaine Bongard est la sœur du couturier Paul Poiret et de la styliste Nicole Groult. 
Elle tint de 1911 à 1925 au 5, rue de Penthièvre, à Paris, une maison de couture connue sous le nom de Jove, où elle exposa des artistes de l'École de Paris.
Sa maison de couture devient également un lieu artistique. La première vente de poupées de Stéphanie Łazarska au profit des polonais apatrides se déroule en 1915 chez Germaine Bongard. La même année, cette dernière organise une manifestation artistique présentant des tableaux de Derain, Matisse, Picasso ou encore Dufy . De même en 1916 où elle expose des oeuvres graphiques d'artistes contemporains.  